# In Strict Confidence
In Strict Confidence sono una band tedesca di genere Electro-industrial formatasi nel 1989/1990. La band era precedentemente conosciuta come Seal of Secrecy fino al 1992.
Conusciuti per il loro suono potente, In Strict Confidence sono stati sotto contratto con diverse etichette discografiche tra cui Metropolis Records e WTII Records.

## Membri
- Dennis Ostermann (voce, autore dei testi)
- Jörg Schelte (autore dei testi, programmatore)
- Stefan Vesper (batteria, autore dei testi)
- Antje Schulz (voce, testi)

## Discografia

### Albums
| Album cover | European release date | US release date   | Title                       |
| ----------- | --------------------- | ----------------- | --------------------------- |
|             | Agosto 1996           | Gennaio 1998      | Cryogenix                   |
|             | aprile 1998           | agosto 1998       | Face the Fear               |
|             | 1998                  | 1998              | Angels Anger Overkill       |
|             |                       | 14 marzo 2001     | Love Kills!                 |
|             |                       | 10 settembre 2002 | Mistrust The Angels         |
|             | 12 gennaio 2004       | 12 gennaio 2004   | Holy                        |
|             |                       |                   | Face the Fear (re-release)  |
|             | 2004                  | 2004              | Holy - The Hecq Destruxxion |
|             | maggio 2006           | giugno 2006       | Exile Paradise              |

### Tape
- 1992 - Sound Attack
- 1994 - Hell Inside/Hell Outside

### Vinile
- 1997 - Dementia
- 1998 - Aghast View vs. ISC (Industrial Love)

### EPs
- 1997 - Collapse
- 2001 - Industrial Love/Prediction
- 2001 - Zauberschloss
- 2002 - Herzattacke
- 2002 - Zauberschloss/Kiss Your Shadow
- 2002 - Engelsstaub
- 2004 - Seven Lives
- 2006 - Where Sun & Moon Unite, 2006
- 2006 - The Serpent's Kiss, 2006

### Maxis
- 2000 - Kiss Your Shadow"
- 2001 - The Truth Inside of Me
- 2002 - Mistrust the Bonus Edition
- 2003 - Babylon
- 2005 - The Sun Always Shines on TV